# 揖斐潔
揖斐 潔（いび きよし、1956年2月13日 - ）は、日本の裁判官。福井地方・家庭裁判所長を経て名古屋高等裁判所部総括判事。

## 経歴
- 1978年4月　司法修習生（32期）
- 1980年4月　東京地方裁判所判事補任官
- 1983年4月　札幌家庭・地方裁判所室蘭支部判事補
- 1986年4月　東京地方裁判所判事補
- 1988年4月　法務省民事局付
- 1996年4月　法務省民事局参事官
- 1999年4月　東京高等裁判所判事
- 2001年4月　大阪地方裁判所部総括判事
- 2011年2月　神戸地方・家庭裁判所尼崎支部長
- 2013年3月　福井地方・家庭裁判所長
- 2014年5月　名古屋高等裁判所部総括判事

## 主な担当訴訟
- 堺市マンション風害損賠訴訟
- 幸福銀行旧経営陣損賠訴訟
- ダスキン旧経営陣損賠訴訟
- 大阪府警接見妨害国賠訴訟
- 戦没者妻特別給付金国賠訴訟